# Marion Cuyjet
Marion Durham Cuyjet, née le 29 juillet 1920 à Cheswold et morte le 22 octobre 1996 à Philadelphie, est une danseuse, professeure de danse et pionnière de l'enseignement de la danse dans la ville de Philadelphie.

## Biographie
Originaire du sud de Philadelphie, Marion Cuyjet est la plus jeune des trois enfants d'Alonzo et Frances Durham. Ses parents quittent Cheswold, dans l'État de Delhi, pour Philadelphie, à la recherche d'une vie meilleure pour leur famille.
Elle étudie le ballet à Philadelphie avec Essie Marie Dorsey, elle-même élève de Michel Fokine et de Mikhail Mordkin. Essie Marie Dorsey est responsable de l'introduction de la formation formelle en ballet classique pour les Noirs de Philadelphie,.
En tant que descendante métisse de la communauté des Maures du Delaware, le teint clair de Marion Cuyjet la motive à rechercher l'égalité des chances et à faire tomber les barrières de couleur pour les Afro-Américains dans la communauté du ballet classique.
Marion Cuyjet intègre le Ballet de Pennsylvanie. La direction pense alors qu'il s'agit d'une étudiante blanche. Une fois ses origines métisses révélées, elle doit quitter le ballet.
Lors de ses cours avec Essie Marie Dorsey, elle se rapproche d'un autre étudiant, Sydney Gibson King, avec lequel elle partage les mêmes valeurs de la danse. Marion Cuyjet et Sydney Gibson King ouvrent la Sydney-Marion School of Dance en 1946, ce qui les amène à créer leurs propres écoles peu de temps après,.
En 1945, elle commence à enseigner le ballet chez elle afin d'offrir une thérapie à sa fille Judith, atteinte de rhumatisme articulaire aigu, avant d'ouvrir sa propre école de danse.
Marion Cuyjet se marie avec Stephen Coldvin. Ils sont les parents de Stephen Jr., Mark, et Judith Coldvin.
Marion Cuyjet est décédée le 22 octobre 1996 à l'hôpital de l'Université de Pennsylvanie à Philadelphie. Elle souffrait de troubles cardio-pulmonaires.

## Carrière professionnelle
En 1948, Marion Cuyjet ouvre la Judimar School of Dance dans le centre-ville de Philadelphie. L'école est ainsi nommée en l'honneur de sa fille Judy, née en 1940. Elle est reconnue pour sa quête résolue d'enrichissement culturel et d'opportunités par la danse, qu'elle a rendue possible pour les élèves de ses cours de danse.
Marion Cuyjet crée des danses pour des événements publics dans la ville et, à la fin des années 1950, elle devient la chorégraphe principale du défilé annuel de Noël parrainé par Heritage House, une organisation culturelle noire de premier plan à Philadelphie.
De 1958 aux années 1970, Marion Cuyjet fait partie de la faculté de danse du Maryland State College, devenu l'Université du Maryland-Eastern Shore. Elle a également enseigné à l'Université d'État du Delaware à Dover et à l'Université Cheyney de Pennsylvanie.
Parmi les élèves les plus célèbres de Marion Cuyjet se distingue, Judith Jamison, danseuse et directrice artistique de l'Alvin Ailey American Dance Theater, qui commence l'apprentissage du ballet à ses côtés dès l'âge de six ans. Elle a également accompagné les artistes Delores Browne Abelson, Arthur Hall, China White, Joan Myers Brown, John Jones, Elmer Ball, Donna Lowe Warren et Tamara Guillebeaux.
De nombreux étudiants de Marion Cuyjet ont également suivi les cours d'Antony Tudor, notamment Delores Browne, Judith Jamison, Frances Jimenez, Joan Myers Brown et John Jones.
Marion Cuyjet ferme son studio de danse en 1971, pour suivre une formation de thérapeute du mouvement. Elle travaille ensuite à l'hôpital d'État de Philadelphie pendant onze ans.

## Militantisme
En plus d'enseigner le ballet classique et d'autres techniques de danse, Marion Cuyjet s'implique par son art dans la lutte contre le racisme. Elle loue pour des artistes noires des studios de danse à son nom, des studios que les propriétaires n'auraient pas loués à une personne qu'ils pensaient être noire. Elle est constamment expulsée lorsque des enfants noirs sont découverts dans ses cours de danse, et doit déménager son école de danse à sept reprises.
Avant le mouvement des droits civiques, les étudiants afro-américains n'étaient pas autorisés à suivre des cours de ballet classique à Philadelphie en raison de la couleur de leur peau. Certains élèves étudiaient la danse classique en prenant des cours particuliers et seule une poignée de studios, principalement à New York, admettaient des élèves noirs dans des classes spéciales réservées aux Noirs.

## Reconnaissance
Marion Cuyjet a été membre du panel de danse du Conseil des arts de l'État de Pennsylvanie.
En 2023, Leslie Cuyjet présente le spectacle With Marion à partir de souvenirs et de recherches sur sa grand-tante Marion Cuyjet, pionnière de l'enseignement de la danse pour les étudiants de couleur dans les années 1950.